# Elezioni presidenziali in Colombia del 1994
Le elezioni presidenziali in Colombia del 1994 si tennero il 29 maggio (I turno) e il 19 giugno (II turno).
Il candidato del partito socialdemocratico, il Partito Liberale Colombiano, Ernesto Samper vinse le elezioni con quasi il 50,57% dei suffragi al secondo turno, contro il 48,45% dello sfidante conservatore Andrés Pastrana Arango.

## Risultati
| Ernest Samper          | Partito Liberale     | 2 623 210  | 45,30 | 3 733 336  | 50,57 |  |  |  |
| Andrés Pastrana Arango | Partito Conservatore | 2 604 771  | 44,98 | 3 576 781  | 48,45 |  |  |  |
| Altri candidati        | Altri partiti        | 498 235    | 8,60  |            |       |  |  |  |
| Totale                 | Totale               | 5 791 332  | 100   | 7 382 653  | 100   |  |  |  |
|                        |                      |            |       |            |       |  |  |  |
| Schede bianche         | Schede bianche       | 65 116     | 1,12  | 72 536     | 0,98  |  |  |  |
| Schede nulle           | Schede nulle         | 29 999     | 0,52  | 45 089     | 0,61  |  |  |  |
| Votanti                | Votanti              | 5 821 331  | 33,95 | 7 427 742  | 43,32 |  |  |  |
| Elettori               | Elettori             | 17 146 597 |       | 17 146 597 |       |  |  |  |